# Karangdadap (Kalibagor)
Karangdadap is een bestuurslaag in het regentschap Banyumas van de provincie Midden-Java, Indonesië. Karangdadap telt 4246 inwoners (volkstelling 2010).